# 小美人
小美人（しょうびじん）は、日本の空想小説『発光妖精とモスラ』およびそれを原作とした特撮映画『モスラ』（1961年、東宝）にて登場する架空の妖精。その後の平成「モスラ」、「ゴジラ」シリーズなどにも登場している。
インファント島の守護神であるモスラと意思疎通を行うシャーマンのような役割を持つ2人組の小さな女性。従来の怪獣映画にはなかった、女性的な要素を取り入れたキャラクターである。
1992年の『ゴジラvsモスラ』ではコスモス、平成モスラシリーズではエリアスという種族名がつけられている。

## 登場作品
映画の公開順に挙げる。
- 『モスラ』（1961年）
- 『モスラ対ゴジラ』（1964年）
- 『三大怪獣 地球最大の決戦』（1964年）
- 『ゴジラ・エビラ・モスラ 南海の大決闘』（1967年）
- 『ゴジラvsモスラ』（1992年）
- 『ゴジラvsスペースゴジラ』（1994年）
- 『モスラ』（1996年）
- 『モスラ2 海底の大決戦』（1997年）
- 『モスラ3 キングギドラ来襲』（1998年）
- 『ゴジラ×モスラ×メカゴジラ 東京SOS』（2003年）[注釈 1]
- 『ゴジラ FINAL WARS』（2004年）

上記のほか、パチンコ『CRゴジラ3・4』にも登場している。

## 原作小説「発光妖精とモスラ」
インファント島の創世神話によると男神アジマと女神アジゴの間にモスラが生まれ、その卵に自らを4つに分けて捧げたアジゴから4人のアイレナが生まれた。アイレナの背丈は人間の半分もないと伝えられ、光り輝くため、タイトルの「発光妖精」の由来となった。
大筋は映画化された『モスラ』と同じだが、ラストでモスラの複眼に乗ってアンドロメダ星雲の彼方の反世界へ旅立つ。この小説のアイレナの発光やモスラの国会議事堂での羽化、モスラの宇宙への旅立ちといった描写は『ゴジラvsモスラ』の参考にされている。
- 「アイレナ」の名は、ラテン語で外国人を意味する「alien」に由来する[10]。

## 初代および「ゴジラ」シリーズ

### 『モスラ』および昭和ゴジラシリーズ
インファント島に、人間が誕生する以前の時代から住んでいる身長約30センチメートルの双子の妖精。巨大な蛾「モスラ」を守護神として崇拝し、モスラと島民をつなぐ役目を果たしている一種の巫女として仕えている。呼称の「小美人」は、日東新聞記者の福田善一郎が「若い女はみんな美人とつけますから」と名づけたものである。人間には金属音のように聞こえる言葉を母語として話す。「モスラの歌」などはインファント島原住民の言葉である。装飾品は左右の位置が異なる。
テレパシーで日本人の心を読んだことで日本語を習得し、『モスラ』では人間には電子音のような独特な言語でテレパシーで語りかけていたが、そのあたりのニュアンスは『モスラ対ゴジラ』以降では曖昧になる。また、脳波によってモスラ、ゴジラ、ラドンなど怪獣や人間の意思を理解することができるほか、「モスラの歌」に乗せたテレパシーでモスラを呼び寄せることもできる。このテレパシーは、遮断装置で遮断できる。最初は興行師のネルソンに拉致されて見世物にされるが、ある程度は馴染んだようであり、その後もテレビ番組に出演したり国会で答弁したりする。予知については、高度ではないものの片鱗はある。
- 昭和ゴジラシリーズでは、モスラの登場作品のうち『怪獣総進撃』のみ小美人が登場しない[39][注釈 4]。

各作品での活躍
『モスラ』
ネルソンに拉致され、ショーへの出演を強要されて見世物とされるが、ロリシカ国や日本がモスラに襲撃されることに心を痛める。
- 脚本第1稿では原作に準じていたが、第2稿で2人となり、発光する設定もなくなった。原作から人数を変更した理由について、関沢は「4人じゃ使い切れない」と述べており、人物としては1人でも成立するが幻想的な島の面白さを出すために2人にしたと述べている。身長も、扱いやすい大きさとして半分ほどとした。
- 初期案では、主人公と小美人が恋に落ちるという展開も検討されていたが、関沢は物語がそちらに寄ってしまい歌などの尺が短くなるという懸念からこれを外し、その分の尺をモスラの描写に回した。

『モスラ対ゴジラ』
日本に漂着したモスラの卵を追って来日する。
- 衣裳は前作よりもカラフルなものとなった。

『三大怪獣 地球最大の決戦』
日本のテレビ局からのオファーを快く受け、モスラに会いたいという子供たちの願いを叶えるため、テレビ番組『あの方はどうしているのでしょう？』に出演しているが、「あまり騒がれたくない」というのが本心であった。テレパシーに対しての興味本位には不満気であり、そのまま島に帰るはずだったが、金星人=サルノの予言を信じて寿山号を下船して密かに日本に残留し、進藤直子たちと行動をともにする。キングギドラの襲来を受け、モスラを再び日本に呼び寄せる。
モスラや怪獣の言葉をテレパシーを通じて解読できるため、モスラとゴジラ・ラドンの会談の内容を通訳した。
- 衣裳は、映画『緑の館』でのオードリー・ヘップバーンを彷彿とさせるものとなっている。

『ゴジラ・エビラ・モスラ 南海の大決闘』
レッチ島に拉致された島民たちを救うため、インファント島でモスラを目覚めさせようと祈りの歌を捧げていた。そして、目覚めたモスラとともにレッチ島を訪れ、島民を救出する。
- 資料によっては、『南海の大決闘』での小美人をそれ以前の作品のものと同一人物とするものと、外見やインファント島の位置関係などの違いから別人（2代目）と解釈しているものがある。

制作
東宝プロデューサーの田中友幸は、同社専務の森岩雄から女性でも見られる怪獣映画を制作して可愛らしい美人を登場させることを提案され、南の島の守護神である小美人という設定を思いつき、原作者3名に執筆を依頼したと述べている。当初、小美人は巨人にする案もあったという。
「小美人」という名称は、『モスラ』の脚本を担当した関沢新一によるもので、絵のない脚本で様態の説明を兼ねた呼称として用いていたものがひとり歩きしていったという。
渡辺プロダクション社長の渡辺晋は、当時の同社の売れっ子であったザ・ピーナッツを小美人役で怪獣映画に出してほしいという田中からの要望に最初は唖然としたが、その発想を面白く感じて出演を了承したという。その後、試写を観た渡辺は「これはいける」と喜んでいたことを田中が証言している。
ザ・ピーナッツが歌い、後々の作品にも歌い継がれている「モスラの歌」は、本多らが日本語で作詞し、当時は海商に所属していた大槻秀樹に依頼してインドネシア語に訳したものである。内容の大意はモスラの加護を乞い、平和を祈るものとなっている。
『ゴジラ×モスラ×メカゴジラ』では、第1作『モスラ』の出演シーンを使用している。

撮影
演者はブルーバックでの合成のほか、約5倍のラージスケールのセットでも撮影を行っている。『モスラ対ゴジラ』で本編助監督を務めた梶田興治によれば、ラージセットは本編班が担当し、ブルーバック撮影では本編監督の本多猪四郎が演技をつけたが、技術的な問題から撮影は特撮班であったという。また、小美人と合成するシーンでは、特技監督の円谷英二も本編班の撮影に立ち会っていた。小美人を見下ろすカットは、クレーンを用いて撮影している。
実物大の人形が作られ、合成や撮影時の位置決めの際などの目安に使われた。人形は紙粘土製で、関節部には木製部品が用いられている。人形は初代の時点でも用いられていたが、『モスゴジ』以降のものは別造形である。
『モスラ』での人形は、当初は利光貞三が制作したが、特技監督の円谷英二はこれを気に入らず、造形助手の村瀬継蔵が担当した。
『モスゴジ』で主演を務めた宝田明は、怪獣などの大きいものを見る時は視線がバラバラでも問題なかったが、小さいものを見る時は視線がバラバラだと目立ってしまうため、目安となる人形を求めたという。『三大怪獣』のものは『モスゴジ』からの流用。『南海の大決闘』では、ペア・バンビに似せたものが用いられた。
『モスゴジ』『三大怪獣』で小美人を運ぶのに用いられた箱は、蓋が開くものと無可動のものの2種類が存在した。『三大怪獣』では色が塗り替えられている。無可動のものは2011年時点で現存が確認されている。

### 『ゴジラ×モスラ×メカゴジラ 東京SOS』
43年前に中條信一ら人間の前に現われた小美人の同族。それぞれに名前があり、左側に立ち右腕に腕輪、右耳にイヤーカフをしているのがヒオ（演：大塚ちひろ）で、右側に立ち左腕に腕輪、左耳にイヤーカフをしているのがマナ（演：長澤まさみ）。2人が共に念じることにより、プラモデル程度の物体を浮遊させる念動力を使うことができる。
かつて小美人を救った信一を信用し、生命の倫理に反する存在である機龍（厳密には内部に存在するゴジラの骨格）を封印するよう警告に来た。その見返りとして、ゴジラとはモスラが戦うことを約束する。
制作
「マナ」と「ヒオ」は監督の手塚昌明が命名しており、それぞれの役を演じる長澤まさみと大塚ちひろからとられている。
初登場のキャラクターでは劇中で説明が必要になるが、第1作『モスラ』の中條信一を再登場させて最初に再会させることで、過去の作品と同一の世界観であることを観客が違和感なく理解できるようにしている。手塚は、このシーンや旧作の映像を挿入することから、演者が異なることの整合性をどうするか悩み、ザ・ピーナッツの顔を合成することも検討したが、最終的には同一の種族という扱いとした。
小美人の出番には合成が必要となるため、ストーリーの中心には置かず、要所要所で登場させるかたちとしている。
横谷昌宏によるプロットの初稿では、日本に小美人が来た際に残した毛髪の細胞から作ったクローンという設定であったが、機龍と同様の扱いにするためにサイボーグとしていた。

衣裳
衣裳デザインは、『モスラ2 海底の大決戦』でゴーゴのデザインを手掛けた安蒜保子が担当。手塚の要望により、臍と肩、脚をすべて出している。革製のサンダルは、ヒオのものは身長の低さをカバーするために3センチメートルほどの厚底になっている。腕輪は、計4個がスペアを含めて製作された。衣裳の配色はピンクとする案もあり、長澤はこちらを支持していたが、手塚と大塚の希望により赤いものとなった。衣裳について、大塚は役になりきらないと恥ずかしかったと述べているが、長澤は普段着るものではないのでいい思い出になったと語っている。
大塚は当時ショートヘアであったため、ポニーテール部分はウィッグを着用しているが、重さがあったため大塚は撮影中頭痛に悩まされていたという。

撮影・演出
本作品では、小美人の撮影はすべてブルーバックで行われた。モスラの誕生を曾孫島で見守るシーンでは、ラージセットは制作せず、本編美術で制作した岩場のミニチュアセットにアタリとして切り抜いた小美人のカラーコピー写真を立て、別に撮影した素材を合成している。
演技では、第1作を参考に2人の動きやセリフを合わせ、常に人間へ目線を向けることを意識している。また、撮影では小さく見えるよう全身を映すことを心がけ、極力アップでは映さないようにしている。小美人の合成は40カットほどであったが、平成モスラシリーズでの経験もあり、作業は想定よりもスムーズにいったという。
振り付けは手塚が自ら担当している。大塚は、難しい動きではなかったので問題なかったと語っている。

### 『ゴジラ FINAL WARS』
インファント島に住むモスラと意志を通じ合わせることができる巫女。X星人の暗躍を察知してガイガンのミイラを調査する尾崎、美雪、神宮寺の前に姿を現し、1万2千年前のガイガン襲来を教え、X星人の遺伝子を受け継ぐ尾崎に「自分」の大切さを訴え、インファント島のお守りである短剣型のペンダントを渡す。
- 演じている俳優は同じだが、前作の小美人とは別人[99]。衣裳も前作のものとは異なる[100]。

## コスモス
平成ゴジラVSシリーズに登場。
かつて超古代の地球に気象をコントロールできる高度な文明社会を築いて統治していた先住民族の生き残りである、身長18センチメートルほどの2人の小美人。「コスモス」という名詞はこの2人だけでなく、太古の時代に地球を支配していた先住民族の総称である。
モスラが戦闘力・能力を発揮する際には、共感して体が金色に輝くこともある。また、モスラのもとへ戻る際など、空中を浮遊することもできる。コスモス一族衰退の歴史やバトラのことを人類に教える。
各作品での活躍
『ゴジラvsモスラ』
インファント島を訪れた拓也たちを信じ、現代人類へ地球環境に対する警告を発しようと日本へ向かうが、丸友の手に落ちて「モスラの歌」でモスラを呼び寄せる。手塚雅子たちに保護され、モスラがゴジラに勝利した後には、バトラとの約束を果たそうとモスラと共に宇宙へ旅立つ。
『ゴジラvsスペースゴジラ』
地球の先住民族の生き残り。かつて地球に迫る大隕石の軌道を変えるためにモスラと共に宇宙へ旅立った小美人で、スペースゴジラの襲来をフェアリーモスラを通して三枝未希に伝える。
- 書籍『講談社ヒットブックス ゴジラVSモスラ』では、「小さ子信仰」[120]に通ずるキャラクターであると評している[4]。

制作
名称は「秩序」を意味するコスモスとモスラの「モス」に由来する。クライマックスの舞台となる横浜みなとみらい21の横浜コスモワールドやコスモクロック21に由来するとの説も存在したが、脚本を手掛けた大森一樹はこれを否定している。
大森によれば、過去作品のような原住民の撮影を行うことが難しいことから、企画当初は小美人を登場させないという方向で打診されていたといい、大森はこれを回避しようとコスモス自体が先住民族であるという設定を取り入れた。また、小美人を1人にするという案も存在した。

配役
『ゴジラ』（1984年）、『ゴジラvsビオランテ』（1989年）では東宝芸能の新人を起用していたが、前作『ゴジラvsキングギドラ』（1991年）ではいなかったため、プロデューサーの富山省吾によれば東宝サイドでは『ゴジラvsモスラ』でなんとしても使おうという思いがあったという。
演じる今村恵子と大沢さやかは、過去作品の演者たちのような双子ではないが、東宝「シンデレラ」オーディション合格後から1年半ともにレッスンを行っていたため、自然とタイミングが合うようになっていたという。一方、監督の大河原孝夫から双子ではないので互いに個性を出すよう指示されたという。
今村と大沢は、コスモスとして公開当時にイベントやテレビ出演などのキャンペーン活動も務め、女性人気を獲得して観客層の拡大に貢献したとされる。
マスコミ発表前は配役が極秘扱いであったため、スタッフルームのキャスト表でも名前が伏せられていた。公開前には、当時人気を博していた100歳の双子姉妹きんさんぎんさんが起用されるのではないかという怪情報が流布されていた。製作の田中友幸は、公開前年の時点で今村と大沢に決まっていたが、発表のタイミングを見計らって検討中としていたところこれらの怪情報が出てきていたと述べている。

衣装
衣装デザインは出川淳子が担当。従来の小美人とは異なり現代的な可愛らしさをイメージしており、妖精と南の島の花をコンセプトとしている。ブルーバック撮影で用いるため、光る素材や透ける素材などは避けられた。初期案では袖が羽根を思わせるディテールとなっていたが、特技監督の川北紘一からの要望によりシンプルなものとなった。
イベント用衣装は劇中のものとは異なる。大沢によれば、イベント用衣装はシルク製であり、ピンクがブルーバックでは使えなかったことから、本番用にならなかったという。一方、出川は川北がカメラ映えするオレンジを好んでいたと証言しており、後に『ヤマトタケル』でもヒロインの衣装にオレンジを採用している。
出川によれば、衣装が発表された当初は旧作とイメージの異なるデザインが物議を醸したと述懐している。音楽を担当した伊福部昭は宗教的な白い衣装という想定で作曲していたため、実際のデザインを見てイメージが変わってしまったという。
『vsスペースゴジラ』では、デザインを変更することも検討されたが、設定なども踏まえて着替えるべき衣装ではないとの判断から、以前と同じものが用いられた。

撮影
撮影はブルーバックが主で、シリーズで初めてハイビジョン合成が用いられた。『vsスペースゴジラ』でも同様の手法で撮影された。
ハイビジョン合成を導入した理由について大河原は、フィルム合成では衣装や髪の毛の抜けなどに技術的な限界があり、それを我慢してしまうと単純なカットバックばかりとなりリアリティがなくなるとの考えであったことを語っている。合成担当の小川利弘は、従来のオプチカル合成ではマスクが小さすぎるため、ソニーPCLへ依頼することになったと述べている。一方、CMでは既に常用されていたモーション・コントロール・カメラは経費や時間の都合などから使用されず、本編カットのタイミングはカメラマンの岸本正広が手動で操作している。今村は、ハイビジョン撮影では少しでも位置がずれると合成が合わず、足元に立ち位置の印はあったものの見上げながらの演技が多いため、撮影には苦労した旨を語っている。川北によれば、ハイビジョン撮影にブルーマットやグリーンマットを用いるため、コスモスの衣装はオレンジ系になったという。コスモスを合成する本編シーンの撮影では、人形や紙製のダミーを用いていた。人形はベル工芸が制作した。
一部のシーンは、拡大セットで撮影された。初登場シーンでの花は外部業者に発注していたが、サイズを伝えていたにも関わらず普通の花のサイズで作られてしまい、急遽作り直すこととなった。
飛行シーンはワイヤーで吊り上げて撮影しているが、2人とも楽しんで演じたことを語っている。吊りは、スタッフが10人がかりで引いている。
歌唱シーンは、先に歌の録音が行われ、それに合わせて撮影された。
人間がコスモスを持ち運ぶ際に用いるカゴは、市販のペット用のカゴを改造したもの。ラージセットもこのカゴを基に制作している。このカゴは現存が確認されており、書籍『平成ゴジラパーフェクション』のインタビューで手塚みどり役の米澤史織が再び手にしている。

## エリアス
平成モスラシリーズに登場。基本設定は初代および「ゴジラ」シリーズとほとんど同じであるが、こちらは双子ではなく明確な年齢差のある姉妹である。
高度な文明を太古に築き、恐竜が滅んだころにはすでに繁栄していたエリアスという妖精の先住民族の王家の末裔の姉妹で、身長は約12センチメートル。それぞれモル、ロラという名前がある。妖精神獣フェアリーに乗って移動する。彼女たちは数十年で人間の1歳分しか年をとらない種族であるため、きわめて長寿である。
過去作品の小美人たちが台詞はユニゾンで衣装は揃いであったりと没個性的であったのに対し、このエリアス姉妹は非常に個性的で、感情を露わにしたり2人が意思を違えたりといった、かなり人間的な演出もされており、衣装も差別化されている。性格については、モルは決断力に富み冷静沈着で大人びているが、ロラは心優しく快活な甘えん坊で繊細な感受性を持つために感情が表に出やすく、人間（特に子供）ともフランクに会話する。
念動力や小型の光線を用いることもできるほか、作中ではエリアスの一族が遺した数々のアイテムが重要な役割を果たしており、デスギドラを封印していた「エリアスの盾」や奇跡の力を授けるという「エリアスのトライアングル」の愛（メレ）・知恵（カマイ）・勇気（ウォナ）のメダル、それらをはめ込む宝剣などの多彩な小道具が存在する。
ー方、ガルガルに乗っているベルベラは姉にあたるが、人類を地球の癌細胞と蔑んで忌み嫌っているため、地球の守護者がゆえの苦悩の末にモルやロラと敵対するに至る。
作中では、『モスラ3』において1億3千年前の中生代の祖先と思われる3つの発光体（エリアスの精霊）が3頭の原始モスラを伴い、出現している。
モル（MOL、MOLL）
エリアス3姉妹の次女。知的でしっかりもの。美しい容姿を持つが内面には勇気と決断力を併せ持つ。人間の年齢で18歳。
『2』では衣装は緑を基調としたものになっている。ロラと共同でベーレムを取り除くための攻撃呪文を使用できる。
『3』では、モスラを白亜紀にタイムスリップさせるために自らの命を犠牲にして体が結晶化してしまうが、エリアスの剣の力で息を吹き返した。物語の最後にフェアリーに乗る際、初めてロラの後ろに座っている。
- 『1』での衣装は、モスラの体色をイメージしている。デザインは鎧をモチーフとしており、モルの正義感の強さを表現している。飛行機内での衣装は、モルは理性的であるため全身を変えることができず、エナメルのレインコートをまとっただけとなっている。
- 『2』での衣装は、新モスラの体色をイメージしており、革素材を取り入れることで前作よりも強くなったことを表している。グリーンの衣装はカメラを通すと顔色が悪く見えてしまうことから、首元の装飾を派手にしている。
- 『3』のクリスタル化したモルはCGで処理され、撮影現場ではダミー人形を用いている。CG制作はマリンポストが担当。作業には時間がかかるため、クランクイン前から作業が行われた。水の中に横たわる様子は、ジョン・エヴァレット・ミレーによる絵画『オフィーリアの死』をイメージしており、モルとロラやベルベラとの間に水があることで手の届かないところへ行ってしまった距離感や絶望感を表現しており、ロラがモルを抱きしめようとするなどの人間的で直接的な接触を避けさせている。クリスタル化した顔は、焼酎「いいちこ」の瓶の質感を参考にしている。

ロラ（LORA）
エリアス3姉妹の三女。明るく思いやりのある性格。モルより感受性が強くて精神的に幼く、甘えん坊な部分がある。人間の年齢で16歳。
『2』では、衣装は橙色を基調としたものになっている。ベルベラとの対立はもう嫌だと不満そうに語っている。
『3』では、優しい心を持つゆえにキングギドラの催眠光線に心を奪われ、モルの首を絞めて殺そうとしてキングギドラのドームに落下する。そこで鉢合わせしたベルベラに剣で戦いを挑み、ベルベラを圧倒する。翔太の言葉を受けて正気を取り戻し、モスラを助けるべく行動に出る。
- プロデューサーの富山省吾は、当初と配役が変わったが、山口紗弥加が演じたことにより末っ子らしさが出て結果的に良かったと評している。
- 『1』での衣装は、エリアスの水のイメージを象徴している。短冊状のスカートはティンカー・ベルをモチーフとしており、ロラの可愛らしさややんちゃさを表現している。演じる山口紗弥加は、この衣装を気に入り、そのまま外を出歩くこともあった。飛行機内での衣装は、ロラは好奇心旺盛であるため全身を変え、バービー人形風の70年代ファッションとしている。
- 『2』での衣装は、旧モスラの体色をイメージしており、前作でのモルと同じ色を着ることで姉を追って成長している様子を表現している。衣装の素材は、モルと対照的にジョーゼットやサテンなどの柔らかいものを用いている。
- 『3』では、物語の最後には平和になった世界で美しく聡明に成長し、エリアス一族のリーダーになった大人のロラを描く予定だったが、山口の降板などで企画が大幅に変わったため、実現しなかった。

ベルベラ（BELVERA）
エリアス3姉妹の長女。いかにして妹たちと対立に至ったかは不明だが、過去の出来事から人間を憎んでいる。人間の年齢で21歳。
一見すると好戦的でシニカルな性格だが、内面には姉妹としての愛情や優しさも秘めており、場合によってはモルやロラ、そして人間を救う行動も取る。また、『モスラ』や『モスラ2 海底の大決戦』では敵側の怪獣であるデスギドラやダガーラをマインドコントロールで利用していたのに対し、地球全体の滅亡を目的とするキングギドラと対峙した『モスラ3 キングギドラ来襲』ではモルとロラに加勢し、終盤では自らロラと共闘した。
『2』では、衣装は前作より派手になっている。小谷と長瀬を無理矢理従わせ、ニライカナイの秘宝（秘宝とはゴーゴのことだが、知らなかった）を手に入れようとしたが、失敗する。
『3』では、キングギドラのドームに捕まり、そこでキングギドラに心を操られたロラと剣で対決するが、完敗して壊れたガルガルIIIのもとに拘束された。ドームから解放された後はロラと共にキングギドラと戦い、モルやロラに「考えていることが違う」と憎まれ口を叩くものの、姉妹の絆を取り戻すと2人に笑顔を向けてガルガルIIIに乗って去っていく。
- 『1』での衣装は、他の2人と同じような衣装でありながら、自ら黒く染め、装飾品で悪ぶってみせているというイメージでデザインされた。黒だけではつまらないという米田の意見から、紫のポイントや赤いスカートの裏地などが取り入れられた。装飾は、カラスの羽根や木の枝などをモチーフとしており、ベルベラが自ら拾ってくっつけていると想定している。何重にも重ね着しているため着脱には時間がかかり、羽野はトイレに行くのも苦労した旨を語っている。
- 『2』での衣装は、黒以外の悪いイメージからシルバーとしており、メカニカルになったガルガルIIに合わせつつ、黒ではない本来のベルベラを表現している。衣装の素材は、当初は光を反射しないよう灰色に近い生地を用いていたが地味になってしまい、最初の段階で選択肢から外されていたラメ入りの生地が採用された。
- 『3』での衣装は、映画『オルランド』を参考にしている。コンセプトは『1』を踏襲しつつ、装飾はカラスではなく虫の足や角などをモチーフとしている。ドームに入った後の衣装は、劣化した状態のスカートを別に制作している。
- 脚本を担当した末谷真澄は、ベルベラの位置づけをスター・ウォーズシリーズのダース・ベイダーに例えている。富山は、演じる羽野晶紀がディズニー的なセリフ回しでキャラクターを作り上げたのが良かったと述べている。

制作
名称はアクエリアスに由来する。
プロデューサーの富山は、モスラと人間をつなぐ存在として小美人が必要であったが、単なる通訳ではなくモスラとともに主役たる存在とした。末谷は、従来のようなユニゾンでは人形的な扱いになってしまうと考え、喧嘩することもある普通の姉妹というイメージとし、ユニゾンで喋るのは「モスラ」と呼ぶ時だけとした。1作目および『3』の監督である米田興弘は、エリアスは従来の小美人と異なり際立った超能力のない人間に近いキャラクターとしており、一方で従来の小美人のようにモスラに助けられる側ではなく、主体性を持ってモスラを目覚めさせることができる立場とすることで、モスラを呼び出すことに対する葛藤なども描いている。『1』の時点では、エリアスの出自や具体的な関係性は描かず、解釈を観客に委ねるかたちとしている。また、『3』では原作小説にあった永遠の生命を持つという要素を重視している。
『2』の監督である三好邦夫は、エリアスを傍観者にしないため、姉妹の葛藤を描くことで意思を強調し、人間と積極的に関わらせることを意図したという。富山は、モスラとともに困難を乗り越えて成長してほしかったと述べている。
末谷は、キャラクターのイメージソースとして、モルとロラは『風の谷のナウシカ』のナウシカを、ベルベラはバットマンシリーズのキャットウーマンをそれぞれ挙げている。

衣装
衣装デザインは、『1』『2』では本谷智子が担当。本谷は、主にテーマパークやキャラクターショーなどの衣装を手がけており、映画での衣装デザインは『1』が初めてであった。従来の小美人は同じ衣装をまとっていたが、エリアスの衣装は異なるデザインとなっており、それぞれの個性を表現している。
演技はほとんどグリーンバックで行うため、衣裳は緑以外の合成に配慮したデザインとなっている。また、光り物の飾りは色が飛んでしまうため、色を落としたものを用いている。
『1』での衣装は、京劇を参考にしており、スカートは風を受けた際の広がりに配慮したフレアー状としている。飛行機内で人形に変装した際の衣装も本谷が手掛けた。
『2』での衣装は、前作からのパワーアップをテーマとしており、最初から戦士として登場するエリアスの立ち位置に合わせている。スカートは、前作で騎乗時に長いと感じた反省から、丈を短くしている。
『3』では竹田団吾が担当した。竹田は、劇団で繋がりのあった羽野の誘いで参加した。また、米田は剣を用いるため従来の衣装では対応できなかったと述べている。
『3』での衣装は、親指姫をイメージしており、また米田のイメージに基づきかぐや姫の雰囲気も取り入れている。竹田は、前2作を観て普通の人の衣装と変わらないと感じ、肩の膨らみや頭のバランスを大きくすることで全体のシルエットを丸くしつつ、女性らしいラインを活かすことで小さく可愛らしく見えるよう意図している。また、モルとロラは従来と異なりシルエットを同じものにしているが、色は『1』のイメージを踏襲している。素材は、ビスチェには怪獣の着ぐるみと同じサンベルカをベースとし、ビニールレザーを上から貼って独自の質感を出している。スカートは、ラメサテンを用いている。
『3』でエリアスが用いる剣は、美術助手の樫山智恵子がデザインしており、詩人・映画監督のジャン・コクトーがアカデミー・フランセーズで帯剣するために制作した剣をモデルとしている。造型には、装飾予算の25パーセントが費やされており、透明感を出すため透明アクリルを用いている。

撮影・演出
従来の作品ではブルーバック撮影が主であったが、本シリーズではエリアスが水を象徴する妖精であり衣装などに水色を用いるためグリーンバック撮影となった。グリーンバック撮影も本編班が担当したが、キャラクターの動きは特技監督の川北が監修している。撮影中はグリーンバックに足跡や傷を残さないよう立ち入りが制限されたため、小林ら演者は化粧道具を衣裳の隙間などに隠しメイクの直しは自分たちで行っていた。グリーンバックの多用により、従来の小美人で用いられていた拡大セットは4カットのみにとどまった。『2』では、フェアリーの羽根やエリアスの衣装にグリーンが用いられているため、ブルーバックでの撮影となった。
『1』のカイトからモルとロラが着地するシーンでは、ワイヤーで吊っての撮影が行われた。山口は、最初は怖がっていたものの、慣れると楽しんでいたという。本番の撮影で山口は頭から落ちてしまうも、カツラがクッション代わりになったため大事には至らず、滅多に撮れる画ではないとしてそのままOKとなった。
ベルベラがフェアリーに吊られるシーンでも、実際に羽野がフェアリーの造形物の下からワイヤーで吊られている。羽野は両腕のワイヤーが食い込んで痛かったと述懐しており、待ち時間中はスタッフが左右について支えていた。

振付
モルとロラの歌唱シーンでの振付は、3作品通して橋本佳子が担当。
『モスラ』
1作目での振付はバレエを基本としており、橋本は演じる2人が本職のダンサーではないため上手くいかないこともあったが、彼女らの個性を活かすことができればなんとかなると思っていたと述懐している。
「モスラの歌」での振付は、手を上下させる動きでモスラを求める気持ちやモスラの敬いを表現している。また、モルは燃え盛る火のイメージで強い意志で立ち、ロラは水のイメージでたなびくように座る動きとしている。
「祈りの歌」での振付は、産まれる幼虫への応援、祈り、心配や、温かく見守る気持ちなどを表現している。ロラが先に歌い出すことで行動が先んじてしまう気持ちを表し、後からモルが気持ちを重ねることで姉妹の関係性を示している。
「モスラレオ」での振付は、子守唄のようなイメージであまり動きをつけていない。
『モスラ2』
『2』での振付は、監督の三好からの注文はなく橋本の自由に委ねられたが、音楽の制作が遅れていたため、橋本は歌詞とカウントのみをもとに3日間で作業しなければならなかった。
『2』ではフェアリーに乗った状態で踊るため、動きは上半身を中心にしたものとなり、正面からの画では2人の顔が見えるようロラは膝立ちとしている。また、富山は前作での動きを遅いと感じていたため、切羽詰まっている感じを出すことも意図している。
全体的にタイの民族舞踊を思わせる動きとなっているが、橋本はそれを意識したのではなく、力を集めて氣を送るという動きを表現したものと述べている。しかし、顔の動きを印象づけるため頭を左右に動かす振りを加えたところ、三好からアジア的すぎると指摘され、不採用となった。小林と山口はすでに振りを覚えていたがプロのダンサーではないため動きを削ることが難しく、スタッフを待たせた状態で練習し直さなければならず、橋本は2人には申し訳ないことをしたと述懐している。
2人が光線を出す動きは、脚本での2人が手を重ね合わせるという描写から手を交差させるものとしたが、現場でパワーアップしたものを要望され、両腕を使った動きも加えられた。
『モスラ3』
『3』では衣装が大きく変わったことから、それに合わせて衣装のラインが崩れないような動きを意図しており、レッスン段階から衣装を着用して練習していた。米田は、橋本から衣装について体のラインが見えなくなったとクレームがついたと述懐している。
モルとロラにそれぞれソロの振付があり、モスラを呼ぶ際の2人での動きもシンクロではなく別の動きをさせることで個々のキャラクターを表現している。また、フェアリーに乗った状態での振りは、フェアリーの翼の動きも橋本が指定している。
モルのソロでは、剣を持っての動きが特徴となっており、ストーリーの流れに基づいて二等辺三角形のイメージを取り入れている。また、最後に倒れフェアリーから落ちるところまでを振り付けている。
ロラのソロは、モルとは逆に倒れた状態から立ち上がるため、歌の進行とともに動きの大きさや力強さを増すクレッシェンド構造としており、ロラの成長や責任の自覚を表現している。

## 演じた人物

### 女優
- ザ・ピーナッツ（伊藤エミ・伊藤ユミ）
  - 『モスラ』（1961年）[出典 44]
  - 『モスラ対ゴジラ』[202][81]
  - 『三大怪獣 地球最大の決戦』[出典 45]
- ペア・バンビ（岡田ゆうこ・岡田ようこ）[注釈 14]
  - 『ゴジラ・エビラ・モスラ 南海の大決闘』[出典 46]
- 今村恵子・大沢さやか
  - 『ゴジラvsモスラ』[出典 47]
  - 『ゴジラvsスペースゴジラ』[出典 48]
- モル：小林恵・ロラ：山口紗弥加（ロラは『モスラ3』のみ建みさと[207][81]）・ベルベラ：羽野晶紀
  - 『モスラ』（1996年）[208][81]
  - 『モスラ2 海底の大決戦』[209][81]
  - 『モスラ3 キングギドラ来襲』[207][81]
- 大塚ちひろ・長澤まさみ
  - 『ゴジラ×モスラ×メカゴジラ 東京SOS』[出典 49]
  - 『ゴジラ FINAL WARS』[211][98]

### 声優
- 今井由香・長沢美樹
  - ドラマCD『再現戯曲CDシリーズ1〜「モスラ'61」』
- 上田麗奈・鬼頭明里
  - アニメ『ちびゴジラの逆襲』

## その他
『ゴジラvsビオランテ』（1989年）の監督を務めた大森一樹は、幼少期に鑑賞した『モスラ対ゴジラ』に影響を受けているといい、同作品に登場する三枝未希は小美人に通ずるキャラクターであるとしている。
『ゴジラvsモスラ』の前身となった企画『モスラVSバガン』では、2人組の女性歌手Winkがイメージキャストとして候補に挙がっていた。脚本を手掛けた大森によれば、所属事務所に打診して許諾される段階まで話が進んでいたという。一方、富山によれば『vsモスラ』では企画が決定した段階で今村と大沢の起用も決まっていたため、同作品ではWinkとの交渉は行わなかったと述べている。
1993年の『ゴジラvsメカゴジラ』では、前作『ゴジラvsモスラ』でコスモスを演じた今村と大沢が精神開発センター職員役で出演。2人同時に喋るなど、コスモスを彷彿とさせる演出がなされた。
2001年の『ゴジラ・モスラ・キングギドラ 大怪獣総攻撃』では、モスラの設定自体が過去作品のものと大きく異なる（鹿児島県の池田湖に眠るヤマトの護国聖獣「最珠羅」として登場する）ことから小美人は登場しないが、モスラが飛翔する姿を見上げる姉妹（前田愛、前田亜季）の姿が小美人を連想させる。
2019年の『ゴジラ キング・オブ・モンスターズ』では、考古人類学者のアイリーン・チェンとリン・チェン（いずれもチャン・ツィイー）が小美人をオマージュしたキャラクターとして登場するが、監督のマイケル・ドハティがインタビューで明かしたところによれば、「双子だということに気づいた人は実は多くなかった」という。